# Ozyptila orientalis
Ozyptila orientalis es una especie de araña cangrejo del género Ozyptila, familia Thomisidae.

## Distribución
Esta especie se encuentra en Rusia (Sur de Siberia al Lejano Oriente), Mongolia y China.